# Michael Fajgel
Michael Fajgel (* 1958 in Hannover) ist ein deutscher Sänger, Schauspieler, Librettist und Theaterleiter.

## Leben
Nach einer Ausbildung zum Musicaldarsteller und Schauspieler begann Fajgel, eigene Stücke zu schreiben und neben seinen Engagements mit freien Theatergruppen zu arbeiten. Fajgel war unter anderen am Kasseler Staatstheater, Städtische Bühnen Münster, Stadttheater Lübeck, Stadttheater Hildesheim, Stadttheater Gera und Stadttheater St. Gallen beschäftigt.
Von 1972 bis 1984 war Fajgel Sänger der Band Aqua. Die größten Erfolge feierte Aqua Ende der 70er-Jahre mit Martin Ulrich (Gitarre) Michael (Mike) Fajgel (Gesang), Jörg Wiesner (Tasteninstrumente), Wolfgang Eckhardt (Bass) und Roy Kaleve (Schlagzeug). Eine Weile gehörte auch Matthias Reim („Verdammt, ich lieb´ dich“) dazu.
Fajgel arbeitet seit 1986 als Regisseur, Autor und Darsteller. Er spielte seit 1987 in Musicals wie Grease, Hair, Tommy, West Side Story, Evita  und anderen.
Seine Hörspielreihe Churchie Peter ist beim Kawohl-Verlag erschienen. Seit Mai 2003 leitet er das von ihm gegründete  theater im centrum in Kassel. Er hat mehr als 25 Musicals geschrieben und inszeniert, die unter anderem in Bremen, Lübeck und Hanau gespielt wurden.
Michael Fajgel ist einer der Vorstands- und Gründungsmitglieder des Brüder Grimm Festival Kassel. Fajgel lebt seit 1987 in Kassel. Er hat drei Kinder.

## Werke
- 2003 Boygroup - Musical mit Musik aus den 80ern von Michael Fajgel
- 2004 Hand in Hand - Das Partnerparadies - von Michael Fajgel
- 2004 The Bruhns Brothers - Blues Musical von Michael Fajgel
- 2004 Churchie Peter´s Abenteuer - Kinder-Musical von Michael Fajgel
- 2005 Lonely Hartz Club - Musical mit Musik der Beatles von Michael Fajgel
- 2006 Toys & Stories - Das verfeindete Spielzeug. Familienstück in einer Bearbeitung von M. Fajgel
- 2006 Agent 0190 jagt DR. FIFA - Mit den schönsten Songs aus den Bond Filmen
- 2007 El Dorado - Das Vordere Western-Musical
- 2007 Heartbreak Hotel - das Elvis-Musical von Michael Fajgel und Christoph Steinau.
- 2008 Crazy? Crazy! - The Dreams of Don Quixote
- 2008 Cinderella
- 2009 Rhapsody in Space - Eine spaßige Science-Fiction-Parodie mit viel Musik aus den guten alten 60ern.
- 2010 Jekyll & Heidi - Ein Grusical - von Michael Fajgel und Christoph Steinau.
- 2011 Lost - Hänsel und Gretel
- 2012 Sisters’ Action - Musical nach dem bekannten Film mit Whoopi Goldberg in der Fassung von Michael Fajgel
- 2012 Rainy Days - Eine musikalische Komödie von Michael Fajgel und Christoph Steinau
- 2013 Rotkäppchen und der Wolf
- 2013 Rhapsody in Space 2 - Das Imperium tritt zurück
- 2015 Splash! - Das Bademeister-Musical
- 2015 Die Bremer Stadtmusikanten - Das Märchenmusical
- 2015 Die 3 von der Tankstelle
- 2016 Rock The Block - Musical mit Songs von Elvis
- 2016 In der Bar zum Krokodil - die Goldenen Zwanziger